# Jerzy Mikułowski Pomorski

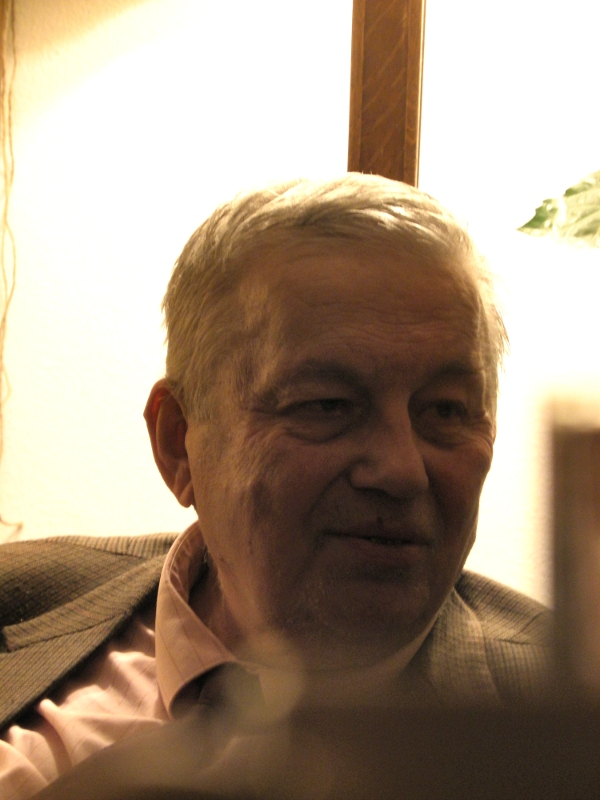
Jerzy Mikułowski Pomorski, 2013

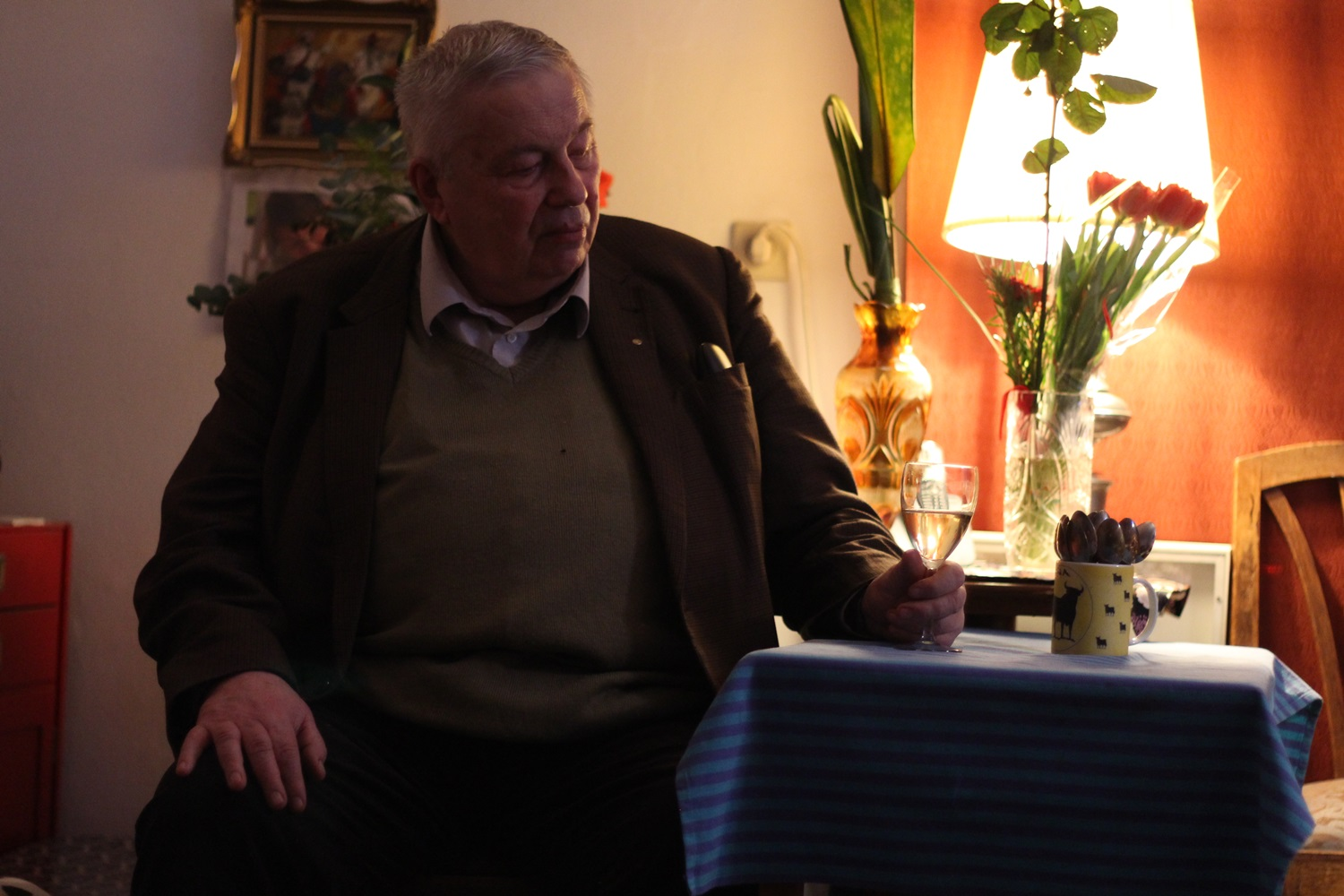
Jerzy Mikułowski Pomorski, 2015

Jerzy Mikułowski Pomorski (ur. 3 stycznia 1937 w Katowicach, zm. 12 grudnia 2020) – polski socjolog i medioznawca, nauczyciel akademicki, profesor nauk humanistycznych.
Profesor Akademii Ekonomicznej w Krakowie i jej rektor w latach 1990–1996, kierownik Katedry Studiów Europejskich AE w Krakowie w latach 1991–2007. Autor kilkudziesięciu książek oraz kilkuset artykułów z zakresu nauk o poznaniu i komunikacji, socjologii kultury oraz stosunków międzynarodowych. Uczestnik prac Centrum Obywatelskich Inicjatyw Ustawodawczych Solidarności, w latach 1997–1998 prezydent Rotary Club Kraków. Doktor honoris causa Grand Valley State University (USA), University of Teesside (Wielka Brytania) oraz Uniwersytetu Śląskiego.

## Życiorys

### Młodość i wykształcenie
Urodził się 3 stycznia 1937 w Katowicach, w rodzinie inteligenckiej o tradycjach ziemiańskich, jako jedyne dziecko porucznika WP Władysława Mikułowskiego Pomorskiego herbu Rawicz (1901–1940) i Barbary Czaplickiej herbu Lubicz (1909–1989). Jego ojciec został zamordowany w 1940 w siedzibie NKWD w Charkowie.
Jerzy Mikułowski Pomorski ukończył V Liceum Ogólnokształcące im. Augusta Witkowskiego w Krakowie (1954). Następnie studiował prawo (do 1958) i socjologię (do 1963) na Uniwersytecie Jagiellońskim. Współtworzył środowisko Piwnicy pod Baranami; wraz z Ryszardem Taedlingem i Jerzym Vetulanim założył w niej „Sekcję Geniuszy”.

### Działalność naukowa i akademicka
W 1956 podjął pracę w Krakowskim Ośrodku Badań Prasoznawczych w interdyscyplinarnym zespole naukowym. Od 1962 pracował w Akademii Ekonomicznej w Krakowie. W 1969 w Polskiej Akademii Nauk uzyskał stopień doktora nauk humanistycznych w zakresie socjologii. W latach 1973–1974 odbył studia na London School of Economics and Political Sciences. W 1975 został kierownikiem Zakładu Międzynarodowych Organizacji Gospodarczych oraz wicedyrektorem Instytutu Międzynarodowych Stosunków Społeczno-Gospodarczych Akademii Ekonomicznej w Krakowie. W 1977 habilitował się na Uniwersytecie Łódzkim. 10 lipca 1990 otrzymał tytuł profesora zwyczajnego nauk humanistycznych z rąk prezydenta Wojciecha Jaruzelskiego.
W latach 1990–1996 był rektorem Akademii Ekonomicznej w Krakowie. W latach 1991–2007 kierował Katedrą Studiów Europejskich tej uczelni, zorganizowaną przez siebie, pierwszą tego typu jednostką w Polsce. Od 2007 był profesorem emeritus. Wykładał także na Uniwersytecie Śląskim w Katowicach (Wydział Nauk Społecznych, Instytut Nauk Politycznych i Dziennikarstwa) oraz w Wyższej Szkole Umiejętności Społecznych (Wydział Zamiejscowy w Katowicach).
Był autorem lub współautorem ponad dwudziestu książek oraz prawie trzystu artykułów naukowych. Pośród jego zainteresowań badawczych były problematyka medialna, fragmentaryzacja i konwergencja medialna, komunikacja międzykulturowa, tożsamość europejska oraz socjologia stosunków międzynarodowych.
Był członkiem szeregu stowarzyszeń międzynarodowych m.in. International Institute of Communication (Londyn), European Studies Institute University of Salford (Wielka Brytania), Rady University Council of Education Management Transfer (Sztokholm), Rady Globalnej Sieci Współpracy Szkół Ekonomicznych NIBES. Był ekspertem UNESCO w dziedzinie międzynarodowego ładu informacyjnego i prawa do komunikowania się. Przewodniczył Komisji Prasoznawczej Oddziału Polskiej Akademii Nauk. Był członkiem Komisji Spraw Europejskich, Komisji Zarządzania Kulturą i Mediami oraz Komisji Nauk Ekonomicznych, a także wiceprzewodniczącym Komisji Rozwoju Miasta Krakowa Polskiej Akademii Umiejętności.
Był promotorem w co najmniej pięciu przewodach doktorskich. Wśród jego doktorantów był Stanisław Michalczyk.

### Działalność społeczna
Był uczestnikiem prac Centrum Obywatelskich Inicjatyw Ustawodawczych Solidarności, członkiem Społecznego Komitetu Odnowy Zabytków Krakowa, a w latach 1998–2013 członkiem Rady Programowej Międzynarodowego Centrum Kultury. W latach 1997–1998 był prezydentem Rotary Club Kraków. Był przewodniczącym Rady, a w latach 1995–2003 wiceprezesem TS Wisła Kraków. Był członkiem Rady Fundacji Progress and Business nieprzerwanie od jej powstania w 1991, wiceprzewodniczącym Rady Fundacji w latach 2015–2020.

## Życie prywatne
13 marca 1975 ożenił się z Aliną Tarnowską (1940–2016), praprawnuczką architekta Maksymiliana Nitscha (1843–1890). Nie mieli dzieci.
Zmarł 12 grudnia 2020. Został pochowany 25 stycznia 2021 na cmentarzu Rakowickim w Krakowie.

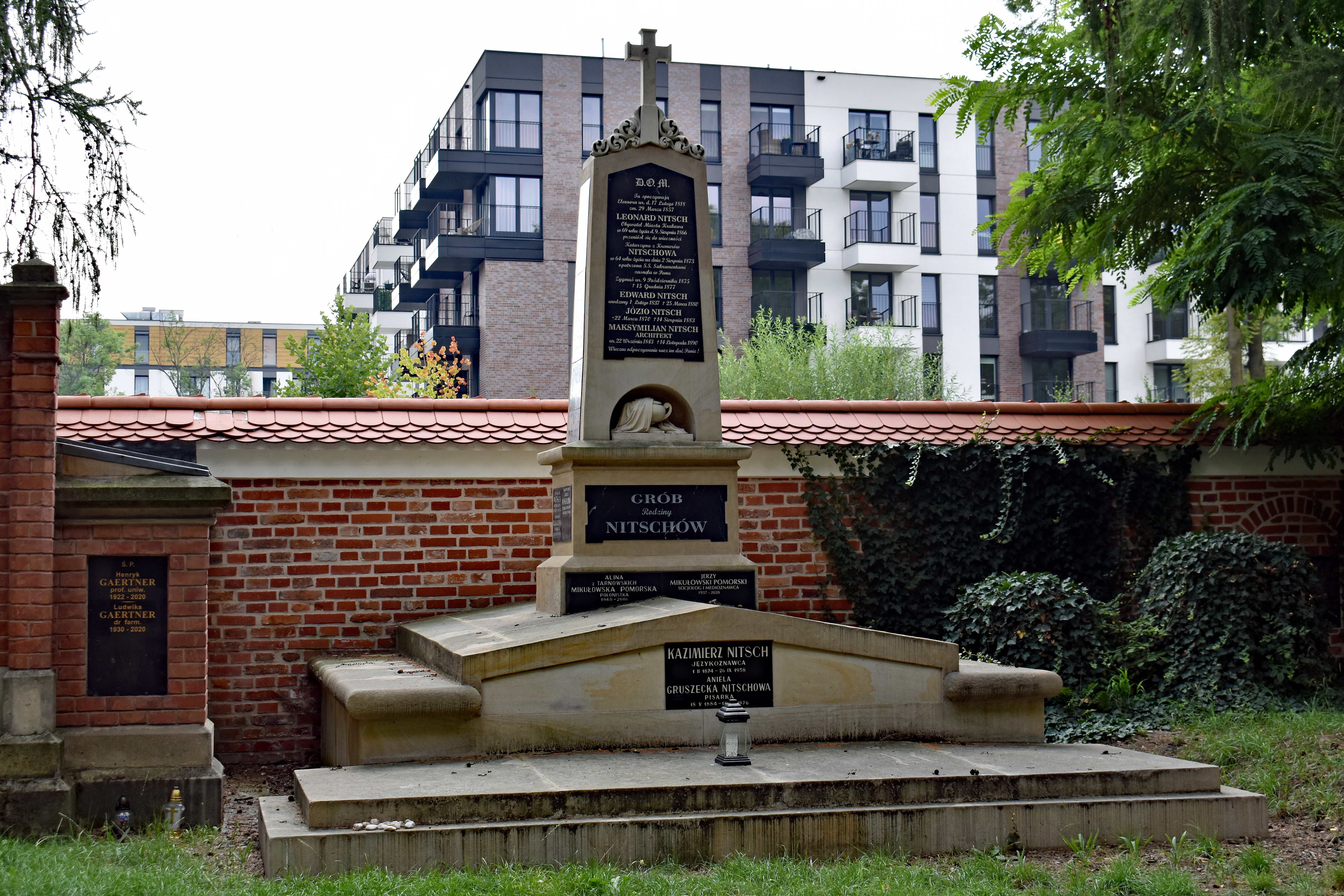
Cmentarz Rakowicki.
Grobowiec rodziny Nitschów. Miejsce spoczynku Jerzego Mikułowskiego Pomorskiego.

## Nagrody i odznaczenia
- Srebrny Krzyż Zasługi (4 lipca 1979)[25];
- Złoty Krzyż Zasługi (12 września 1984)[25];
- Złota Odznaka Za Pracę społeczną dla miasta Krakowa (28 czerwca 1984);
- Krzyż Kawalerski Orderu Odrodzenia Polski (2 października 1991)[25];
- Medal 120 lat ruchu społeczno-ekonomicznego w Krakowie 1867–1987 od Polskiego Towarzystwa Ekonomicznego (12 listopada 1993);
- Doktor honoris causa Grand Valley State University (USA, 1993)[25];
- Medal Komisji Edukacji Narodowej (5 maja 1997)[25];
- Krzyż Oficerski Orderu Odrodzenia Polski (23 grudnia 1999)[25][26];
- Wyróżnienie w pierwszej edycji nagród samorządowych od Krakowskiego Sejmiku Samorządowego (18 grudnia 1995);
- Doktor honoris causa University of Teesside (Wielka Brytania, 1995)[27];
- Honorowa odznaka „Zasłużony dla województwa bielskiego” (12 czerwca 1996);
- Medal wdzięczności Wyższej Szkoły Businessu: National-Louis University w Nowym Sączu (9 maja 1997);
- Złota Odznaka Honorowa Polskiego Związków Chórów i Orkiestr (26 kwietnia 2000);
- Złota Odznaka „Zasłużony Działacz Kultury Fizycznej” (10 kwietnia 2002);
- Honorowa Nagroda Uskrzydlony, za indywidualny wkład w dzieło rozwoju regionu za rok 2005, w kategorii integracja europejska. Tarnowska Fundacja Kultury (13 stycznia 2005)[25];
- Odznaka „Honoris Gratia” Prezydenta Miasta Krakowa (1 października 2007);
- Medal Signum Gratiae Uniwersytetu Ekonomicznego w Krakowie (2008)[25];
- Nominacja do narody Ministra Nauki i Szkolnictwa Wyższego za rok 2008[25];
- Doktor honoris causa Uniwersytetu Śląskiego (2017)[28];
- Medal „Dziękujemy za Wolność” Stowarzyszenia Sieć Solidarności (2019)[29].

## Publikacje
- Muzeum: Zamek w Łańcucie. Studium socjologiczne, Muzeum w Łańcucie, Łańcut 1971;
- Środki masowego komunikowania a problem więzi społecznej, AE, Kraków 1976, Zeszyty Naukowe AE, seria specjalna, nr 33;
- Współczesne społeczeństwo polskie. Wstęp do socjologii, współautorzy: R. Dyoniziak, Z. Pucek, PWN, Warszawa 1978;
- Badania masowego komunikowania, PWN, Warszawa 1980;
- Współczesne społeczeństwo polskie. Wstęp do socjologii, współautorzy: R. Dyoniziak, Z. Pucek, wydanie drugie zmienione, PWN, Warszawa 1980;
- Komunikowanie skuteczne, współautor: Z. Nęcki, OBP, Kraków 1983;
- Informacja i komunikacja. Pojęcia, wzajemne relacje, Ossolineum, Wrocław 1988;
- Typy działań społecznych w organizacji, współautorzy: A. Karwińska, M. Pacholski, Akademia Ekonomiczna, Kraków 1988;
- Kraków w naszej pamięci, Biblioteka Krakowska nr 127, Secesja, Nowy Wiśnicz 1991;
- Usprawnienie działań zbiorowych, współautorzy: A. Karwińska, M. Pacholski, TNOIK, Kraków 1992;
- Kształtowanie się obrazu Europy w prasie polskiej w latach 1989-1991, Ossolineum, Wrocław 1995;
- Komunikacja międzykulturowa. Wprowadzenie, Akademia Ekonomiczna, Kraków, 1999 i 2004;
- Typy działań socjotechnicznych a funkcjonowanie organizacji, współautorzy: Anna Karwińska, Maksymilian Pacholski, Wydawnictwo Akademii Ekonomicznej w Krakowie, Kraków 2002;
- Kultura wobec społecznej transformacji, Akademia Ekonomiczna, Kraków 2005;
- Jak narody porozumiewają się ze sobą w komunikacji międzykulturowej i komunikowaniu medialnym, Universitas, Kraków 2006;
- Zmieniający się świat mediów, Universitas, Kraków 2008;
- Reperować płot czy wymierzać sprawiedliwość. Wspomnienia, Universitas, Kraków 2017;
- Ku ludziom. Wspomnienia, Universitas, Kraków 2020.